# Het Lissabon

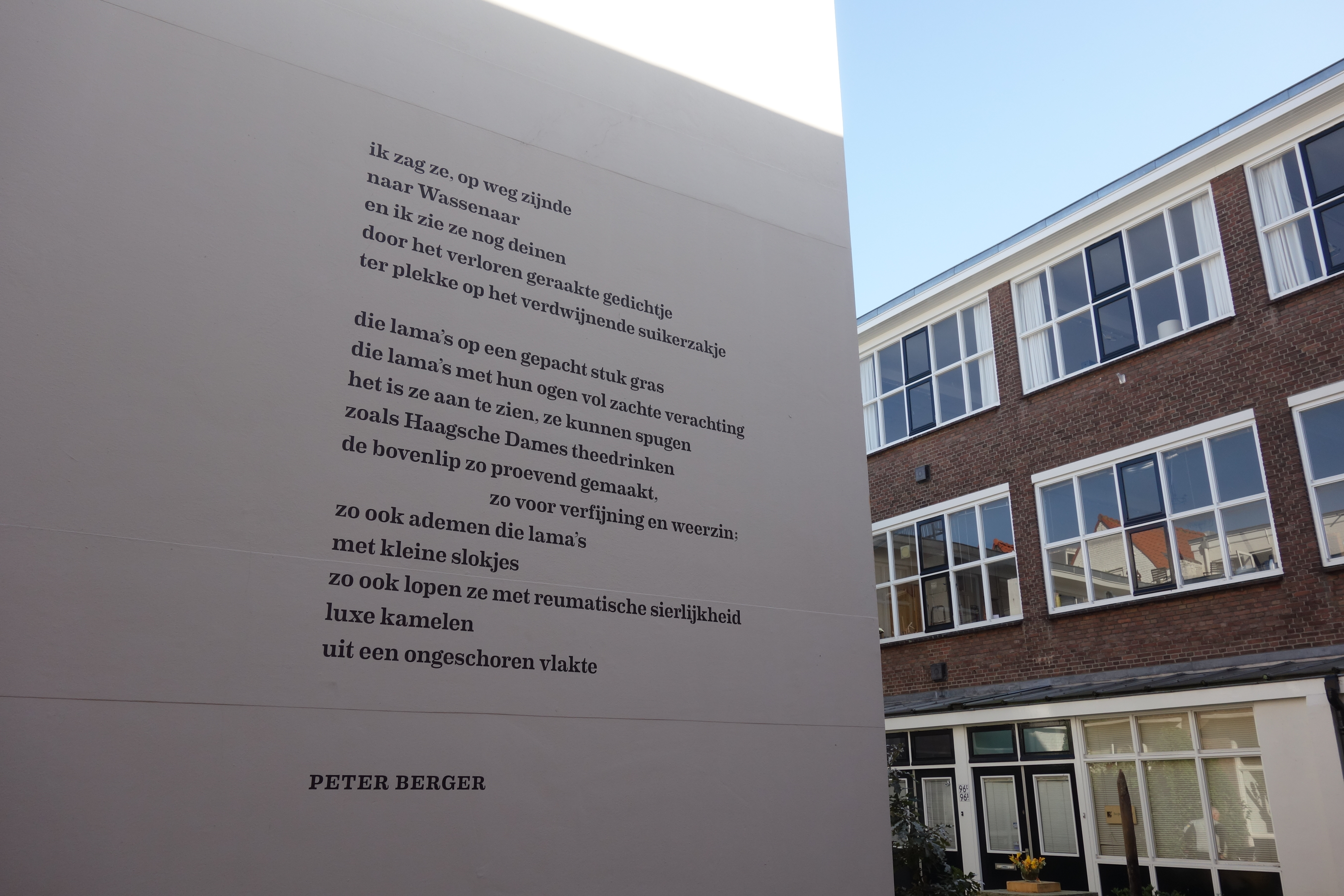
Muurgedicht van Peter Berger in Het Lissabon

 Het Lissabon, ook wel Nieuw-Lissabon of Lissabonplein, is een hofje dat de Denneweg, Kazernestraat en Nieuwe Schoolstraat verbindt in Den Haag. Het werd gebouwd door meester-timmerman Arnoldus Theodorus Zodaer, die daarna ook het Hofje van Susana Zürkann bouwde. De straatnaam komt voor vanaf 1806, maar de huizen dateren uit ca. 1770 toen de Dennewegsloot werd gedempt. Voor de naam Het Lissabon werd ingebracht, werd het hofje Denneweg genoemd. Het Lissabon is een Rijksbeschermd stadsgezicht in Den Haag Centrum. 
Het Lissabon is tegenwoordig een klein doorlopend straatje. Aan het einde is rechts een doorsteek naar de Nieuwe Schoolstraat en links bevindt zich het Lissabonplein dat Het Lissabon met de Kazernestraat verbindt. Aan het Lissabonplein zijn ateliers o.a. van een goudsmid, een leerbewerker, een meubelmaker, een blokfluitbouwster.
Het Lissabon heeft nog een aantal oude hofjeshuisjes, aan de achterkant hebben ze een tuintje. Het oude hofje dankt zijn naam aan de Portugese Joden die in de buurt woonden.
Aan de Denneweg zijn in de 21ste eeuw nog drie hofjes: Het Lissabon uit 1761 (nrs. 14-46), het Hofje van Susana Zürkann uit 1768-1773 (nrs. 144-178) en het Henriëtte Hofje uit 1829 (nrs. 72-82). Van het Henriëtte Hofje is weinig over, omdat er in 1906 twaalf van de achttien huisjes gesloopt werden. Op nummer 74 woonde Siewert de Koe tijdens de Tweede Wereldoorlog.